# Emiel Vermeulen
Pour les articles homonymes, voir Vermeulen.
Emiel Vermeulen, né le 16 février 1993 à La Louvière, est un coureur cycliste belge.

## Biographie
Il devient coureur professionnel en 2017 au sein de la formation nordiste Roubaix Lille Métropole.

## Palmarès sur route
- 2010
  - 3e du championnat de Belgique sur route juniors
- 2011
  - Étoile des Ardennes flamandes
  - Trophée des Flandres
  - 3e du championnat de Flandre-Occidentale sur route juniors
- 2015
  - Champion de Flandre-Occidentale sur route espoirs
- 2016
  - 2e de la Hill 60-Koers Zillebeke
  - 2e de la Gooikse Pijl
  - 2e de l'Internatie Reningelst
  - 2e de l'Omloop van de Grensstreek
  - 3e de la Menen Classic
  - 3e du Grand Prix Marcel Kint
- 2017
  - 2e de la Wanzele Koerse
  - 2e de la Famenne Ardenne Classic
  - 3e de la Gooikse Pijl
- 2018
  - 2e du Grand Prix de la ville de Pérenchies
- 2019
  - Grand Prix de la ville de Nogent-sur-Oise
- 2020
  - 2e de Paris-Connerré
  - 3e de la Flèche de Heist
- 2021
  - Grand Prix de la ville de Pérenchies

## Classements mondiaux
| Année                                 | 2015 | 2016 | 2017 | 2018 | 2019 | 2020 | 2021 | 2022 | 2023  |
| ------------------------------------- | ---- | ---- | ---- | ---- | ---- | ---- | ---- | ---- | ----- |
| Classement mondial                    |      | 711e | 347e | 614e | 298e | 623e | 527e | 919e | 1670e |
| UCI Europe Tour                       | 941e | 436e | 166e | 362e | 244e | 508e | 424e | 675e | nc    |
|                                       |      |      |      |      |      |      |      |      |       |
| Légende : nc = non classéSource : UCI |      |      |      |      |      |      |      |      |       |